# Pararistolochia paradisiana
Pararistolochia paradisiana är en piprankeväxtart som beskrevs av Michael J. Parsons. Pararistolochia paradisiana ingår i släktet Pararistolochia och familjen piprankeväxter. Inga underarter finns listade i Catalogue of Life.